# Niedrzwica Duża (gmina)
Pour les articles homonymes, voir Niedrzwica Duża.
Niedrzwica Duża est une gmina rurale (gmina wiejska) du powiat de Lublin, dans la Voïvodie de Lublin, dans l'est de la Pologne.
Son siège administratif (chef-lieu) est le village de Niedrzwica Duża, qui se situe environ 20 kilomètres au sud-ouest de la capitale régionale Lublin (siège du powiat et capitale de la voïvodie).
La gmina couvre une superficie de 106,82 km2 pour une population de 11 034 habitants en 2006.

## Histoire
De 1975 à 1998, la gmina est attachée administrativement à l'ancienne Voïvodie de Lublin.

Depuis 1999, elle fait partie de la nouvelle voïvodie de Lublin.

## Géographie
La gmina inclut les villages (sołectwa) de :

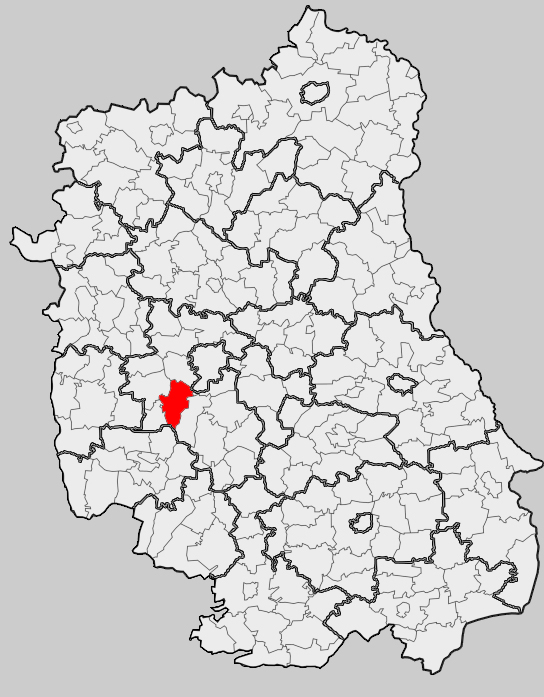
Position de la gmina dans la voïvodie

- Borkowizna
- Czółna
- Krebsówka
- Krężnica Jara
- Majdan Sobieszczański
- Marianka
- Niedrzwica Duża
- Niedrzwica Kościelna
- Niedrzwica Kościelna-Kolonia
- Osmolice-Kolonia
- Radawczyk
- Radawczyk-Kolonia Pierwsza
- Sobieszczany
- Sobieszczany-Kolonia
- Strzeszkowice Duże
- Strzeszkowice Małe
- Tomaszówka
- Trojaczkowice
- Warszawiaki
- Załucze

### Gminy voisines
La gmina de Niedrzwica Duża est voisine de :

la ville de :
- Lublin

et les gminy de :
- Bełżyce
- Borzechów
- Głusk
- Konopnica
- Strzyżewice
- Wilkołaz

## Structure du terrain
D'après les données de 2002, la superficie de la commune de Niedrzwica Duża est de 106,82 kilomètres carrés, répartis comme telle :
- terres agricoles : 84 %
- forêts : 9 %

La commune représente 6,36 % de la superficie du powiat.

## Démographie
Données du 30 juin 2004 :
| Description        | Total  | Total | Femmes | Femmes | Hommes | Hommes |
| ------------------ | ------ | ----- | ------ | ------ | ------ | ------ |
| Unité              | Nombre | %     | Nombre | %      | Nombre | %      |
| Population         | 11 238 | 100   | 5 604  | 51,1   | 5 353  | 48,9   |
| Densité (hab./km²) | 102,6  | 102,6 | 52,5   | 52,5   | 50,1   | 50,1   |